# Paul Tillich
Paul Tillich  (1886. – 1965.) je bio njemačko-američki teolog i filozof. Poslije emigracije u Ameriku 1933., postao je jedan o najutjecajnijih religijskih mislilaca 20. stoljeća. Imao je utjecaj ne samo na području vlastite specijalizacije nego također u akademskim disciplinama koje mu nisu bile bliske, te u širim kulturnim krugovima izvan akademskih krugova.
Rođen je 20. kolovoza 1886. u Starzeddelu, Brandenburg. Otac mu je bio protestantski pastor. Tillich je prihvatio protestantsku religiju i kršćansku vjeru općenito. Studirao je u Königsbergu, Berlinu, Tübingenu (Baden-Württemberg), i u Breslau. Naslov doktora filozofije postigao je 1911. na sveučilištu u Breslanu, a godinu dana kasnije na Halle-Whittenberg sveučilištu diplomirao je protestantsku teologiju.
Od 1914. do 1918. služio je u Njemačkoj vojsci kao kapelan. Bio je duboko potresen prilikama u kojima su vojnici i njemački narod gubili vjeru, čemu je i on bio neposredni svjedok. Nakon Prvog svjetskog rata, poučavao je u Berlinu, Marburgu, Dresdenu i Leipzigu, a 1929. postao je profesor filozofije na sveučilištu u Frankfurtu.
Nakon Hitlerovog uspona, 1933. udaljen je s mjesta profesora, te je otišao u Sjedinjene Američke Države, ostavljajući iza sebe nacistički Treći Reich. Suprotstavljao se svemu što su oni predstavljali i bojao se onog što se moglo dogoditi u Europi. Od 1933. do 1955. Tillich je bio profesor teologije na Union Theological Seminary, u New Yorku. Umirovljen je 1955., ali je ubrzo primio profesuru na Harvard University gdje je ostao do 1962., nakon čega je prihvatio predavanje teologije na Sveučilištu u Chicagu (Divinity School). Umro je 22. listopada 1965.
Značajan utjecaj na njegovo formiranje imali su teolog Martin Kähler i Wilhelm Lütgert, a glavni i stalni filozofski utjecaj na njega imao je Friedrich Wilhelm Schelling. Naknadno, je polako podlegao utjecaju filozofa Martina Heideggera, s kojim je imao samo neizravan kontakt, uglavnom preko studenata kojima su predavali. Od Heideggera je učio novi način shvaćanja odnosa između teologije i psihologije, koji je doveo konačno do njegove poznate "metode korelacije" filozofskih pitanja i teoloških odgovora. 
Ono što njegovu praksu čini različitom jest odluka da se bavi teologijom povezanom s tadašnjim dominantnim pitanjima i dvojbama u svijetu. U cjelinu toga pristupa pripada njegovo uvjerenje da su naša jako duboka osjećanja bezuvjetno religiozna uvjerenja.  
Tillich je u svojoj dugogodišnjoj praksi održao brojna predavanja i objavio mnoge radove, a njegova najpoznatija djela su:
- The Protestant Era, 1948.,
- Shaking of the Foundations, 1948.
- The Courage to Be, 1952.
- Love, Power, and Justice, 1954.
- The New Being, 1955.
- Biblical Religion and the Search for Ultimate Reality, 1955.
- Dynamics of Faith, 1957.
- Systematic Teology, 1951.
- Morality and Beyond, 1963.